# علم العملات
علم النُّمِّيَّات أو علم المسكوكات (بالإنجليزية: numismatics)‏ هو دراسة أو جمع العملات، بما في ذلك القطع النقدية والعملات الورقية التذكارية، والرموز، وأوراق النقد المالي، وما يتصل بها من أشياء.
المسكوكات:
تكمن أهميتها في إفادتنا على القوة الاقتصادية والعلاقات التجارية الدولية للمجتمعات القديمة، بالإضافة إلى تحديد تواريخ الحكام اللذين ضربت في عهدهم هذه العملة، وخاصة التعرف على صورة بعض الشخصيات المنقوشة وبعض المباني المهمة أو على النماذج التي كانت تشكل أهمية بالنسبة للمجتمعات كصور للماشية أو بعض المغروسات والرموز المتميزة وقد بدأ الاهتمام بهده المصادر مند القرن 19م مع تركز الاستعمار الفرنسي ببلدان المغرب العربي وخاصة مع بداية القرن 20م بعد العثور على أكبر كنز للنقود سنة 1907م بموقع بناصر بسهل الغرب ويحتوي على كنز الملك يوبا الأول الذي يتكون من 4000 قطعة فضية، وبعدها استمر البحث في تكوين متاحف ناتجة عن التنقبات الاثرية والاهتمام بمجال المسكوكات.